# Michael Stark
Michael Stark (6. prosince 1877 Město Touškov – 29. prosince 1953 Wolkersdorf im Weinviertel) byl geolog, mineralog a petrograf, rektor Německé univerzity v Praze.
Jako geolog a petrograf se zabýval zejména Euganejskými vrchy a Vysokými Taury (podobně jako jeho učitel Friedrich Becke a jeho přítel Leopold Kober) a také geologií Čech.

## Život
Stark nejprve studoval botaniku ve Vídni a pod vlivem Friedricha Becke se obrátil k mineralogii a petrografii. Stal se Beckeho asistentem a ve Vídni se habilitoval z petrografie. V roce 1910 se stal mimořádným a v roce 1912 řádným profesorem na univerzitě v Černovicích. V první světové válce byl důstojníkem a byl zajat Rusy, držen na Sibiři a později v Kazani, kde mohl vykonávat vědeckou práci. V roce 1918 se stal profesorem na německé univerzitě v Praze. V letech 1936/37 zde byl rektorem. V roce 1937 byl zvolen členem Leopoldiny. V roce 1944 odešel do důchodu. Od roku 1945 žil v chudých poměrech ve Wolkersdorfu.

## Dílo
- Vorläufiger Bericht über geologische Aufnahmen im östlichen Sonnblickgebiet und über die Beziehungen der Schieferhülle des Zentralgneises, Sitzungsberichte Kaiserliche Akad. Wiss. Wien, Band 121, 1912
- Geologisch-petrographische Aufnahmen der Euganeen, Tschermaks mineralog.-petrogr. Mitt., 27, 1909, 399–588
- Die Augite in den Gesteinen der Euganeen, Neues Jahrbuch Mineralogie etc., Beilagen, 55, 1926, 1–35
- Umwandlungsvorgänge in Gesteinen des Böhmerwaldes, Lotos Praha, Band 76, 1928, 1–77
- Petrographisch-Geologische Fragen um Pfraumberg-Haid. Beiträge zur Bildungsgeschichte des Felsbaues des nördlichen Böhmerwaldes und seines Vorlandes, Neues Jahrbuch f. Mineralogie etc., Beilage 61 A, 1930, 321-402
- Tiefengesteinsgebiete im Zentrum der Euganeen, Neues Jahrbuch Mineralogie etc., Beilage 71 A, 1936, 363–457
- Kalksilikatgesteine bei Galzignano in den Euganeen, Neues Jahrbuch Mineralogie etc., Beilagen 71 A, 1936, 342–362
- Entwicklungsstadien bei kristallinen Schiefern (Grünschiefern) der Klammkalk-Radstädter Serie im Arl- und Gastein-Tal, Sitzungsberichte Akad. Wiss. Wien, Math.-Naturwiss. Klasse, 148, 1939, 41
- Porphyroide und verwandte Eruptiva aus dem Groß-Arl und dem Gasteiner-Tal, Sitzungsberichte Akad. Wiss. Wien, Math.-Naturwiss. Klasse, 149, 1940, 13
- Basaltische Gesteine der Euganeen, Tschermaks mineralog.-petrogr. Mitt., Band 54, 1942, 123–177, 277–372, Band 55, 1943, 137–172, 277–372
- Die Grünschiefer der Kalkglimmerschiefer-Grünschiefer-Serie des Großarl- und Gasteiner Tales, Sitzungsberichte Akad. Wiss. Wien, Math.-Naturwiss. Klasse, 159, 1950, 184
- Andesitische Gesteine nebst lamprophyrischen Felsarten der Euganeen, Neues Jahrbuch Mineralogie etc., Abh., 83, 1952, 151–312
- Petrographische Provinzen, Fortschritte der Mineralogie, Band 4, 1912, S. 251–336
- Pleochroitische (radioaktive) Höfe, ihre Verbreitung in Gesteinen und ihre Veränderlichkeit, Chemie der Erde, Band 10, 1936, 566–630